# Schlacht bei Gravelotte
Weißenburg – Spichern – Wörth – Colombey – Straßburg – Toul – Mars-la-Tour – Gravelotte – Metz – Beaumont – Noisseville – Sedan – Sceaux – Chevilly – Bellevue – Artenay – Châtillon – Châteaudun – Le Bourget – Coulmiers – Amiens – Beaune-la-Rolande – Villepion – Loigny und Poupry – Orléans – Villiers – Beaugency – Nuits – Hallue – Bapaume – Villersexel – Le Mans – Lisaine – Saint-Quentin – Buzenval – Paris – Belfort
Die Schlacht bei Gravelotte (in Frankreich Bataille de Saint-Privat, in Preußen und Sachsen auch Schlacht bei Sankt Privat genannt) war eine Schlacht im Deutsch-Französischen Krieg, die am 16. und 18. August 1870 bei Gravelotte stattfand.
Sie wird auch Dritte Schlacht von Metz, Schlachten von Gravelotte und Saint-Privat-la-Montagne, Schlacht bei Gravelotte und Saint-Privat oder Schlacht bei Amanvillers (Amanweiler) genannt.
Das Dorf Saint-Privat-la-Montagne (deutsch Sankt Privat oder St. Privat) wurde im fünften Jahrhundert von Mönchen gegründet und nach dem Bischof und Märtyrer Privatus von Mende (französisch Saint-Privat) benannt; der lateinische Name bedeutet Privatmann oder Untertan.

François Achille Bazaine während des Mexikofeldzuges in einem Gemälde von Jean-Adolphe Beaucé

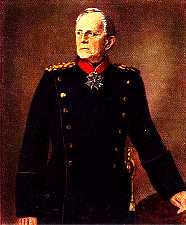
Generalfeldmarschall Moltke, Gemälde von Franz von Lenbach

## Ausgangssituation
Nach der Schlacht bei Mars-la-Tour war am 17. August 1870 dem Tagesbefehl der französischen Rheinarmee Folgendes zu entnehmen: „Der nach der Schlacht vom 16. eingetretene Mangel an Munition und Lebensmitteln zwingt uns auf Metz zurückzugehen.“
Dieser Richtlinie folgend, nahm der französische Oberbefehlshaber, Marschall Bazaine im Westen der Festungsfront eine vorzügliche Auffangposition zwischen Rozérieulles im Süden und Saint-Privat-la-Montagne im Norden ein und erwartete hier die Annäherung der deutschen Truppen auf einem ständig ansteigenden Terrain.
- Am südlichen Flügel im Raum östlich von Gravelotte sicherte zwischen Rozérieulles bis Moulins zur Mosel das II. Korps unter General Charles Auguste Frossard mit den Divisionen Lapasset, Letellier-Valaze und Fauvart-Bastoul.
- Zum Zentrum hin schloss das III. Korps unter Marschall Edmond Lebœuf an, links mit der Division des Baron Aymard, in der Mitte die Division Metman und rechts jene des Generals Nayral.
- Nördlich bis Amanvillers folgte das IV. Korps unter General Paul de Ladmirault, links mit der Division des Grafen Lorencez, in der Mitte die Division Grenier und rechts die Division Courtot de Cissey.
- Den rechten Flügel am nördlichen Abschnitt beiderseits von Saint Privat bildete das französische VI. Korps unter Marschall François Certain de Canrobert, links mit der Division unter General Bisson, in der Mitte die Division des Generals Le Vassor-Sorval und rechts außen mit der Division des Generals Lafont de Villiers. Die Division unter General Tixier bildete dahinter die Reserve.

Die Stärke des französischen Heeres in den Stellungen zwischen Roncourt und der Mosel belief sich auf 131.000 Mann mit 520 Geschützen.
- Das Gardekorps unter General Charles Denis Bourbaki wurde zusätzlich hinter dem südlichen Flügel im Raum des Forts von Plappeville als Reserve konzentriert. In der Festung Metz unterstanden dem Festungsführer General Coffinières zur Sicherung des nördlichen und östlichen Abschnittes weitere 40.000 Mann.

Die preußische Führung unter dem Generalstabschef Helmuth von Moltke plante, den rechten Flügel der Franzosen mit zwei Korps der 2. Armee zu umgehen und so die massive und gut gewählte Stellung des Feindes im Ganzen ins Wanken zu bringen. Die für diese Umfassung vorgesehenen beiden Korps waren am Anfang der Schlacht noch weiter zurück und mussten während der Schlacht erst westlich und über Doncourt fächerartig nach Norden gegen die französischen Stellungen vorrücken. Der französische rechte Flügel, dessen nördliche Ausdehnung noch nicht festgestellt werden konnte, sollte durch das preußische Gardekorps im Raum St. Privat festgehalten und durch das an der Spitze stehende sächsische Korps umgangen werden. Das IX. Armeekorps, das über Flavigny nach Osten auf Vernéville einschwenkte, sollte sich im Zentrum etablieren. Die 1. Armee hatte derweil am südlichen Flügel, im Raum Gravelotte, durch den Wald von Vaux und das Mancetal vorzugehen und den rechten Flügel des deutschen Heeres gegenüber Ausfällen der Besatzung von Metz abzusichern.
Am Morgen des 18. August standen die deutschen Truppen in folgenden Positionen:
- Den rechten Flügel sicherte das VII. Armee-Korps unter General von Zastrow mit der 13. Infanterie-Division (Generalleutnant von Glümer) und der 14. Infanterie-Division (Generalleutnant von Kameke) den Moselabschnitt zwischen Corny und Ars sur Moselle.
- Das VIII. Armee-Korps unter General von Goeben stand mit der 15. und der 16. Infanterie-Division (Generalleutnant von Barnekow) bei Gorze und sollte über Rezonville auf Gravelotte vorgehen.

Die Masse der 2. Armee ging beiderseits Doncourts hinter dem Schutz der 5. und 6. Kavallerie-Division nordwärts vor:
- Das IX. Armee-Korps unter General von Manstein rückte mit der 18. und 25. Infanterie-Division über St. Marcel vor und bildete später bei Amanvillers das Zentrum der Schlachtfront.
- Das III. Armee-Korps (5. und 6. Infanterie-Division) unter General von Alvensleben und das X. Armee-Korps (19. und 20. Infanterie-Division) unter General von Voigts-Rhetz blieben vorerst als Reserve im Raum Jouaville und südlich Vernéville als zweites Treffen hinter dem Zentrum stehen.
- Der sich im Aufmarsch befindende linke Flügel, an der Spitze Truppen des XII. Armee-Korps, marschierte über Jarny nordwärts, während das Gardekorps (Prinz August von Württemberg) parallel über Doncourt auf Saint-Ail vorrückte.

Die Stärke des deutschen Heeres im Raum westlich von Metz belief sich auf 188.000 Mann und 732 Geschütze. Auf Weisung Moltkes wurde zusätzlich das II. Armee-Korps vom östlichen Moselufer herangeführt, das noch am Abend der Schlacht die Gesamtstärke auf etwa 209.000 Mann erhöhte.

## Verlauf der Schlacht

### Zentrum

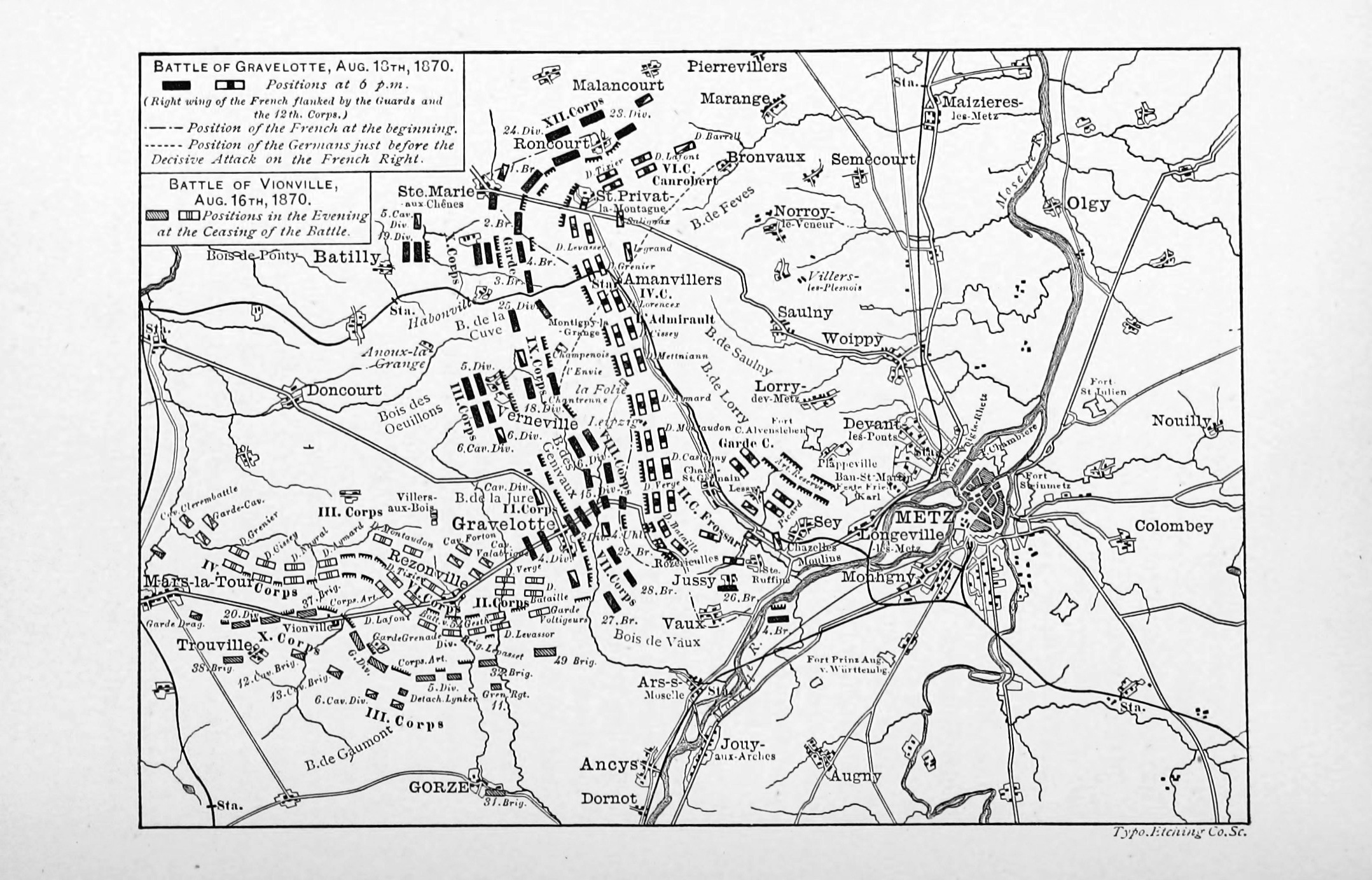
Karte der Schlacht bei Gravelotte

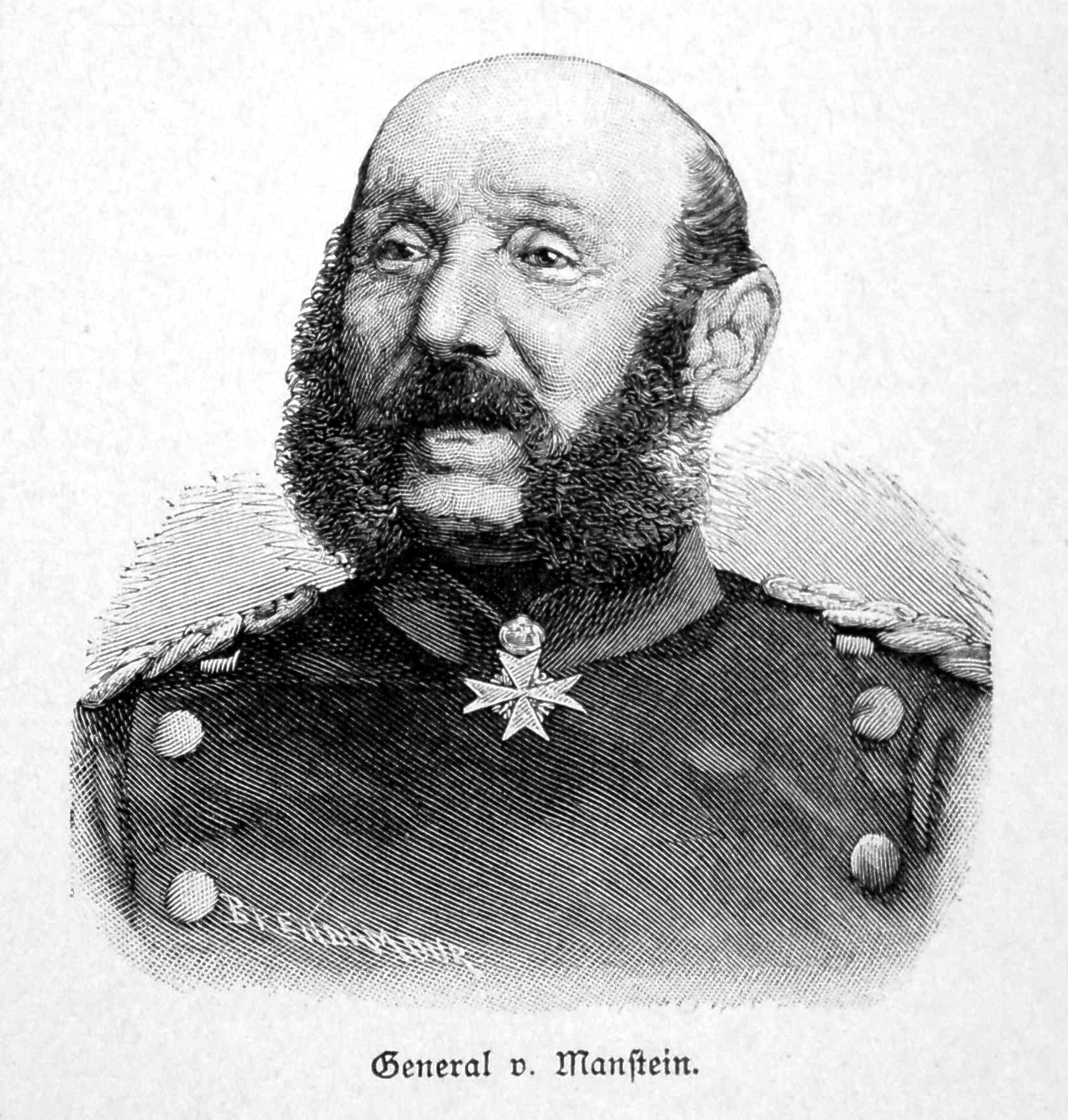
General Gustav von Manstein

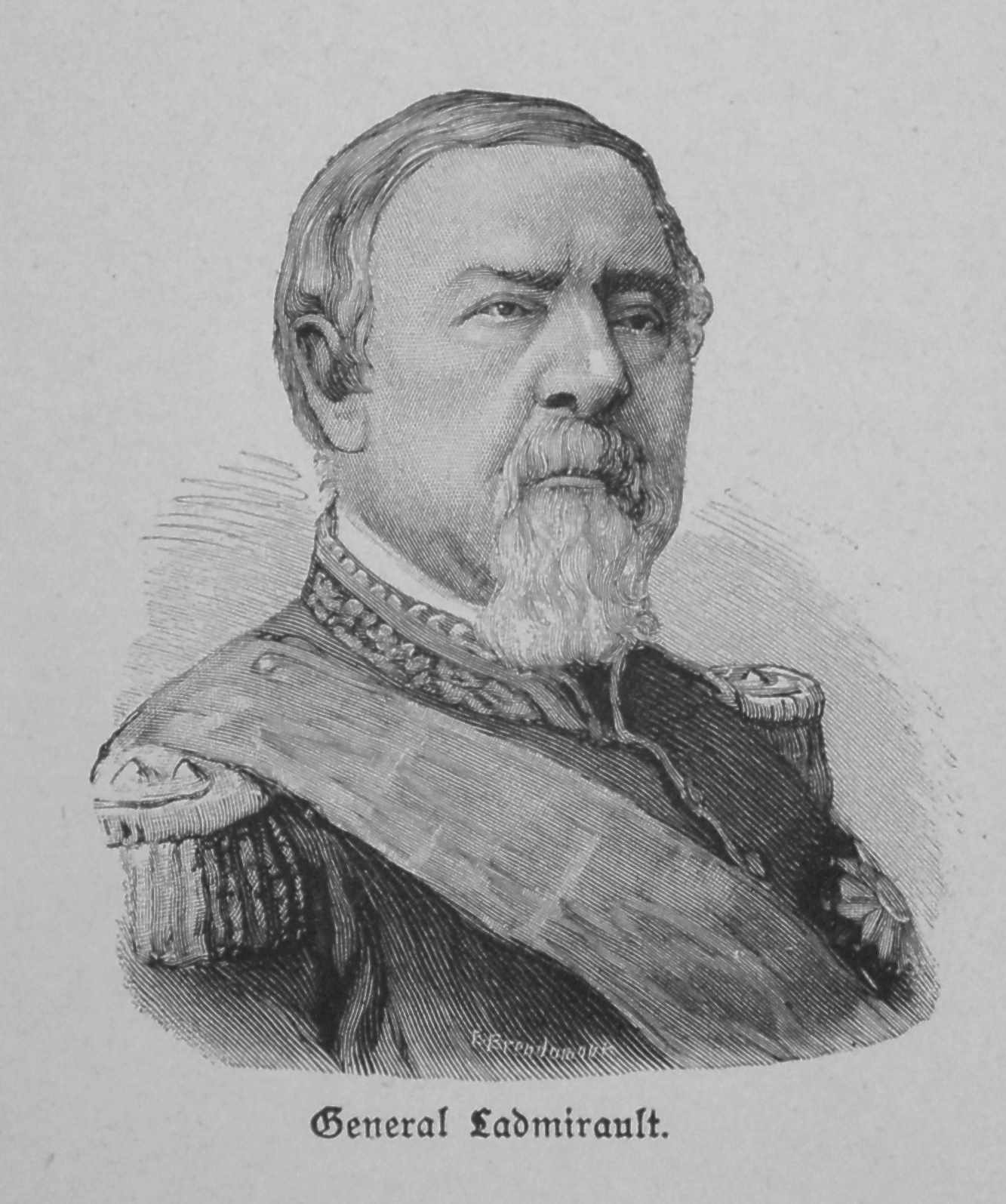
General Paul de Ladmirault

Die Schlacht begann kurz vor 12 Uhr im Zentrum, als die 18. Infanterie-Division unter Generalleutnant von Wrangel von Caulre kommend auf Vernéville zuhielt und es rasch besetzen konnte. Die Franzosen hatten es wider Erwarten schnell geräumt. Die Artillerie ging in Stellung und duellierte sich mit der in guter Stellung stehenden französischen Artillerie. Sodann entwickelten sich heftige Gefechte um die Gehöfte Champenois, L’Envie und la Folie. Lediglich die beiden erstgenannten konnten von den preußischen Truppen gegen 17 Uhr genommen werden, la Folie blieb in französischer Hand. Die Artillerie im Allgemeinen und das Infanterie-Regiment „Herzog von Holstein“ (Holsteinisches) Nr. 85 der 36. Infanterie-Brigade der Preußen hatten die meisten Verluste.
Weiter nördlich, von Arnoux la Grange ausgehend, forcierte die Großherzoglich Hessische (25.) Division (Prinz Ludwig von Hessen) ihren Angriff. Während im Wäldchen Bois de la Cusse die 50. Infanterie-Brigade (Oberst von Lyncker) kämpfte, schritt die 49. Infanterie-Brigade (Generalmajor Ludwig von Wittich) nördlich davon, zwischen Habonville und dem Wald nach Osten, auf die französischen Truppen zu. Zwischen 15 Uhr und 16 Uhr überschritt man nach hartem Kampf die Eisenbahnlinie nach Amanvillers. Da im großen Ganzen gesehen zu diesem Zeitpunkt die linke Flanke dieser Brigaden durch die fehlenden Gardetruppen offen war, hielt man diese Truppen in Front Richtung Amanvillers nach 16 Uhr an. Als die Garden nach 18 Uhr auf Saint-Privat-la-Montagne am nördlichen Flügel aufschlossen, wurde nochmals auf Amanvillers vorgegangen. Jedoch wehrten die französischen Truppen diesen letzten Versuch eines Vorgehens für die Preußen blutig ab. Auch die von den nördlicher stehenden Gardetruppen zur 49. Infanterie-Brigade abkommandierte 3. Garde-Infanterie-Brigade unter Oberst Knappe von Knappstädt, die unterstützend den Angriff mit durchführte, änderte nichts am Misserfolg an dieser Stelle.

### Südlicher Flügel

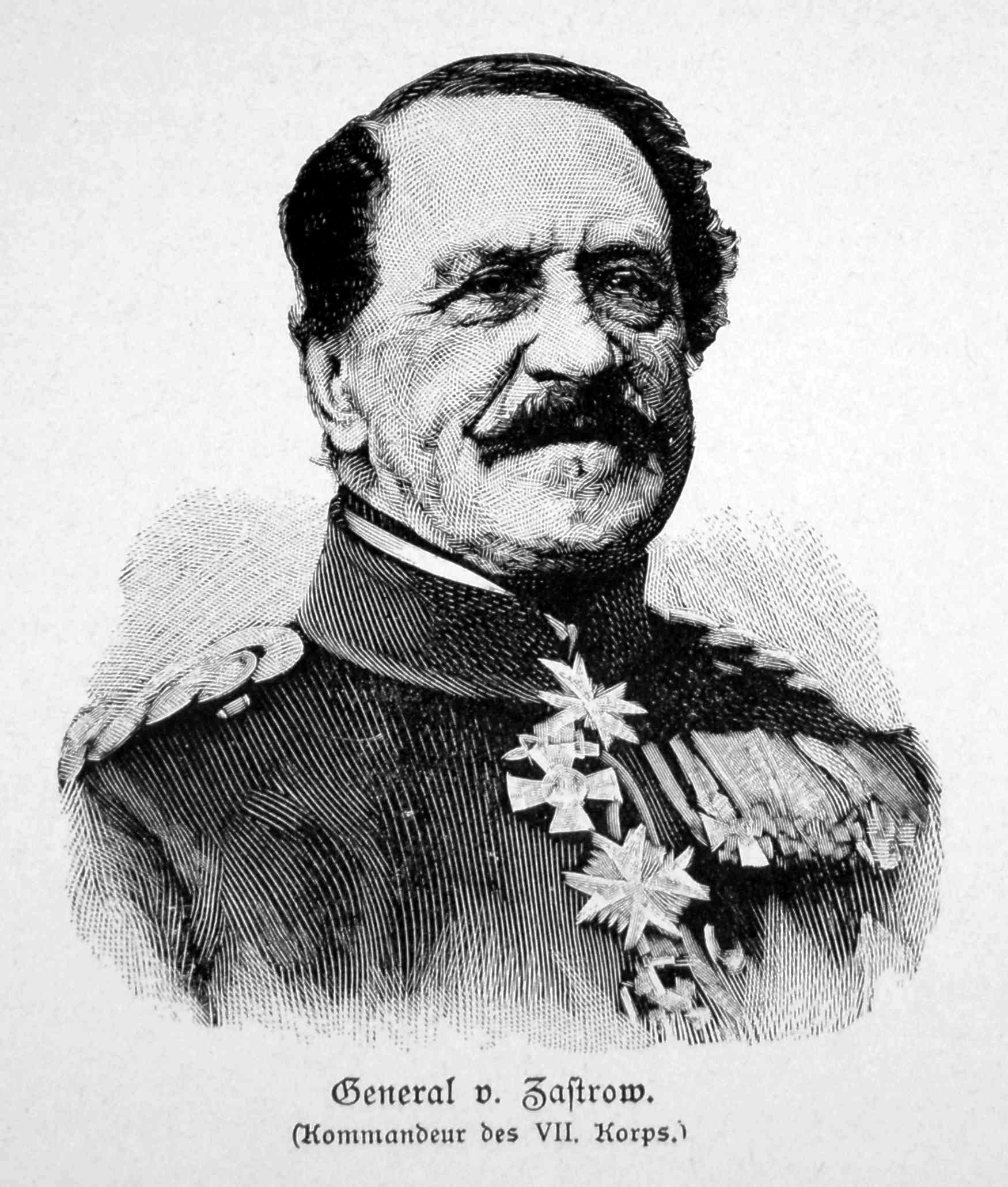
General der Infanterie Heinrich Adolf von Zastrow

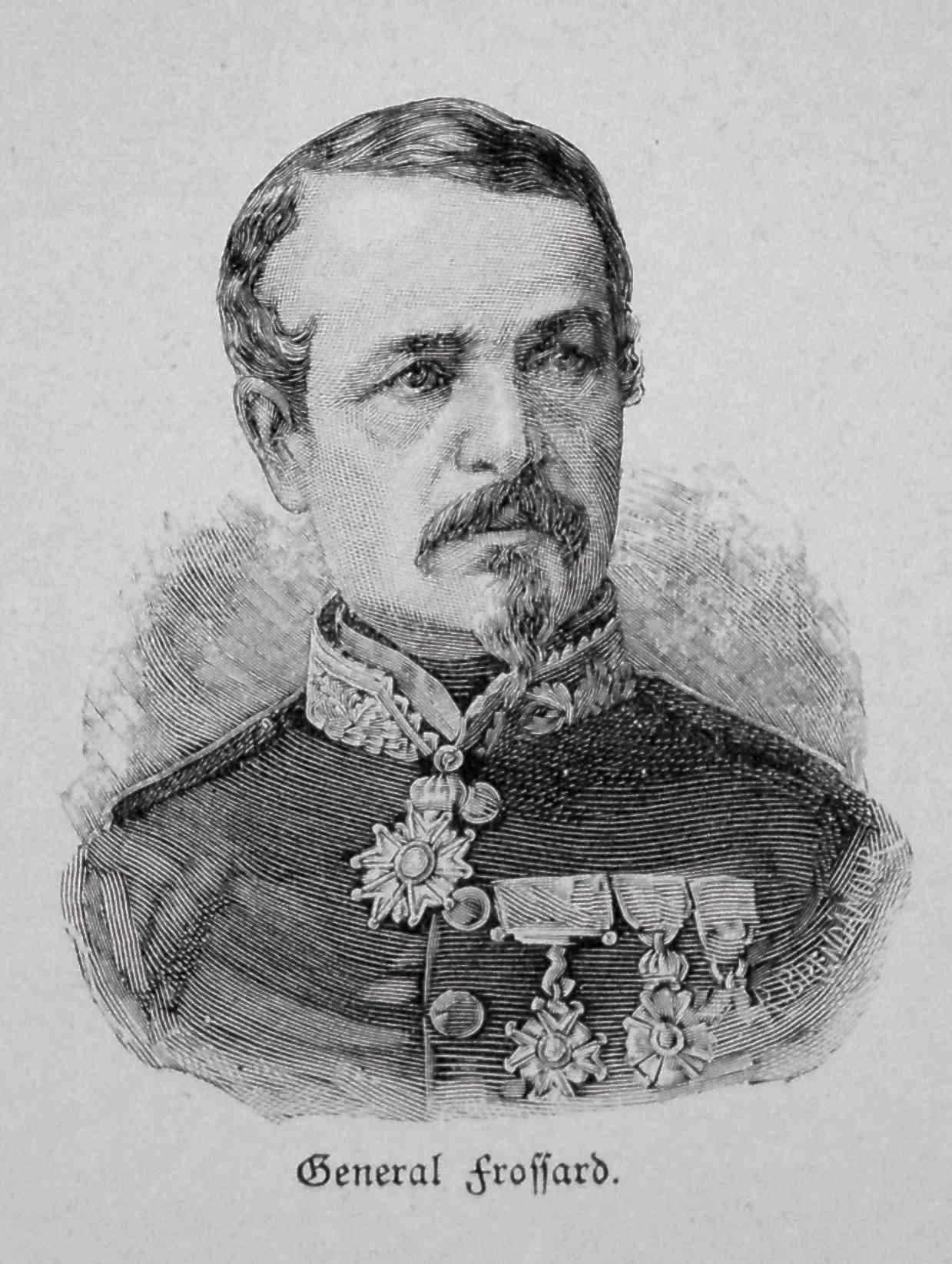
General Charles Auguste Frossard

Zeitgleich mit den ersten Kanonenschüssen im Zentrum setzte sich das preußische VIII. Armee-Korps (General von Goeben) nördlich der Chaussee Rezonville – Gravelotte nach Osten in Bewegung. Gravelotte wurde von der 29. (Generalmajor von Wedell) und 30. Infanterie-Brigade (Generalmajor von Strubberg) besetzt. Ab 13:45 Uhr beschossen zuerst 108, später 126 Geschütze der Preußen die Stellungen des französischen II. Korps (General Frossard) am westlichen Hang des Point de Jour. Die Franzosen, die den Bois de Gemivaux besetzt hielten, störten die deutschen Batterien mit gezieltem Chassepotgewehrfeuer nachhaltig.
Die 15. Infanterie-Division unter Generalleutnant von Weltzien erhielt Befehl, die Franzosen aus dem Wald zu drängen. Die Franzosen mussten zurück, der preußische Angriff konnte bis zum Gehöft Moskau durchdringen, wurde dort jedoch unter enormen Verlusten für die Preußen gestoppt. Weiter an der Chaussee vordringend nahmen die Preußen gegen 15:30 Uhr das Gehöft St. Hubert, der Versuch, den Höhenrücken Point de Jour zu nehmen, scheiterte hingegen. Weitere nach 16 Uhr unternommene Angriffe sowohl gegen das Gehöft Moskau als auch gegen den Point de Jour scheiterten, viele Offiziere und Soldaten fielen auf beiden Seiten. Auf preußischer Seite zeichneten sich hier besonders einzelne Batterien aus, welche nach teilweisem Ausfall von Bedienung und Pferden, teils sogar verschossen ihre Positionen nicht verließen. Die 31. (Graf von Gneisenau) und 32. Infanterie-Brigade (Oberst von Rex) der Preußen sowie das 60. und 80. Linienregiment der Franzosen litten hier erheblich. Französische Angriffe, den Preußen St. Hubert wieder zu entreißen, scheiterten in den frühen Abendstunden.
Kurz vor 19 Uhr griff hier zur Entlastung des bereits seit Stunden im Feuer stehenden VIII. Korps das nunmehr auf dem Schlachtfeld erschienene preußische II. Armee-Korps mit Teilen der 3. und 4. Infanterie-Division in den Kampf ein. Man war preußischerseits dabei, ein nochmaliges Vorgehen mit frischen Truppen gegen den Point de Jour zu versuchen, als die Franzosen ihrerseits nach heftigem Abwehrfeuer selbst einen Angriff initiierten. Die abgekämpften Männer des VIII. Armee-Korps hielten nicht stand, wichen zurück und zogen die frisch aufmarschierenden Truppen des Generals der Infanterie von Fransecky teilweise mit in das Chaos eines überstürzten Zurückgehens. Wirrwarr, Chaos und Dunkelheit beendeten hier ein letztes Kräftemessen beider Parteien.
Südlich der Chaussee drang das preußische VII. Armee-Korps im Vorgehen in den Bois de Vaux ein. Danach kam es auch auf diesem Teil des Schlachtfeldes zu einem Artillerieduell. Nach mehr als 3-stündigem Artilleriekampf ließ General von Zastrow ab 15:40 Uhr zum Angriff auf die Westseite des Point de Jour vorgehen. Der weitestgehend über offenes Gelände vorgetragene Angriff brach im schweren Chassepotgewehrfeuer der Franzosen zusammen.

### Nördlicher Flügel

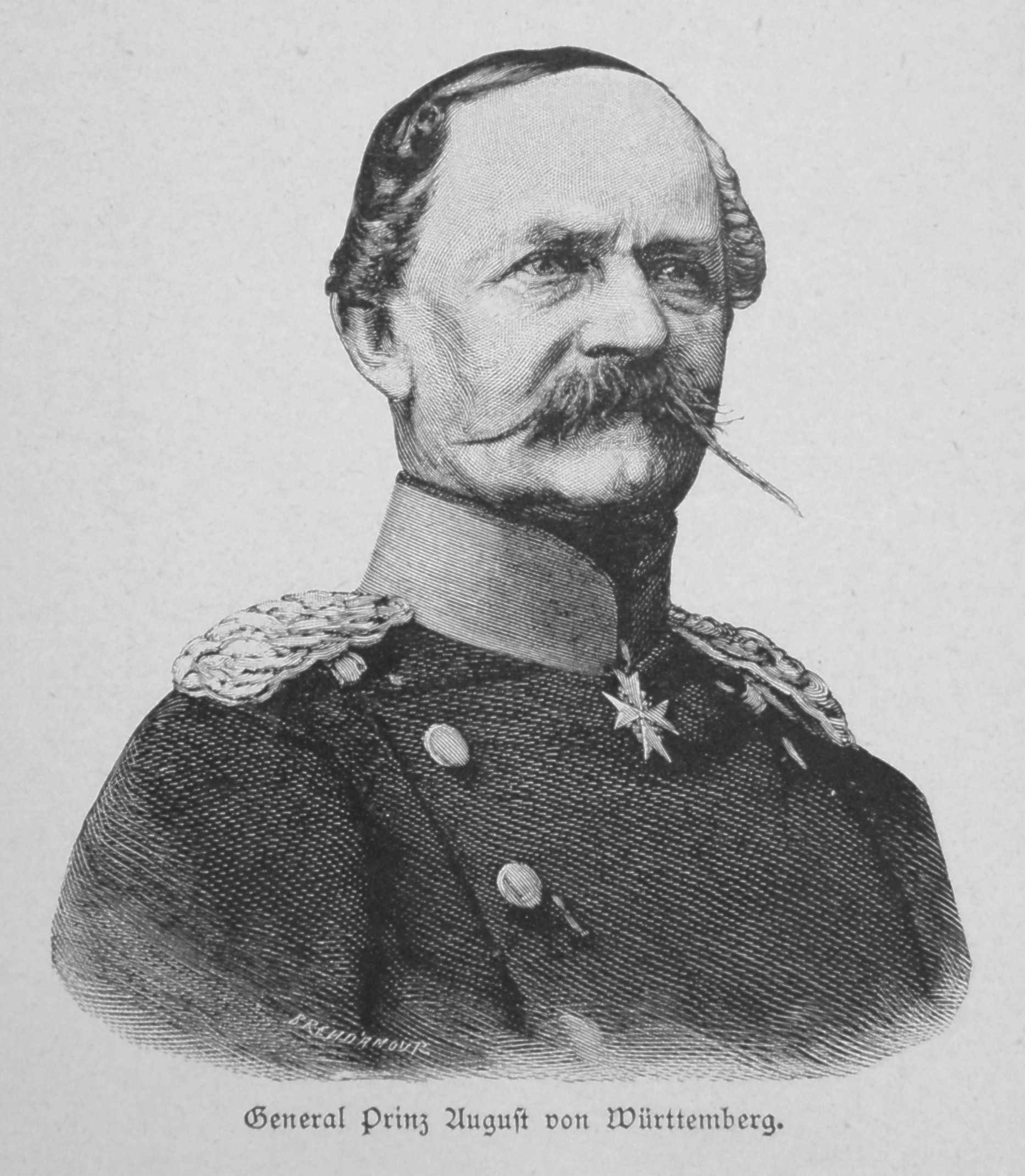
Prinz August von Württemberg, der Kommandeur des preußischen Gardekorps

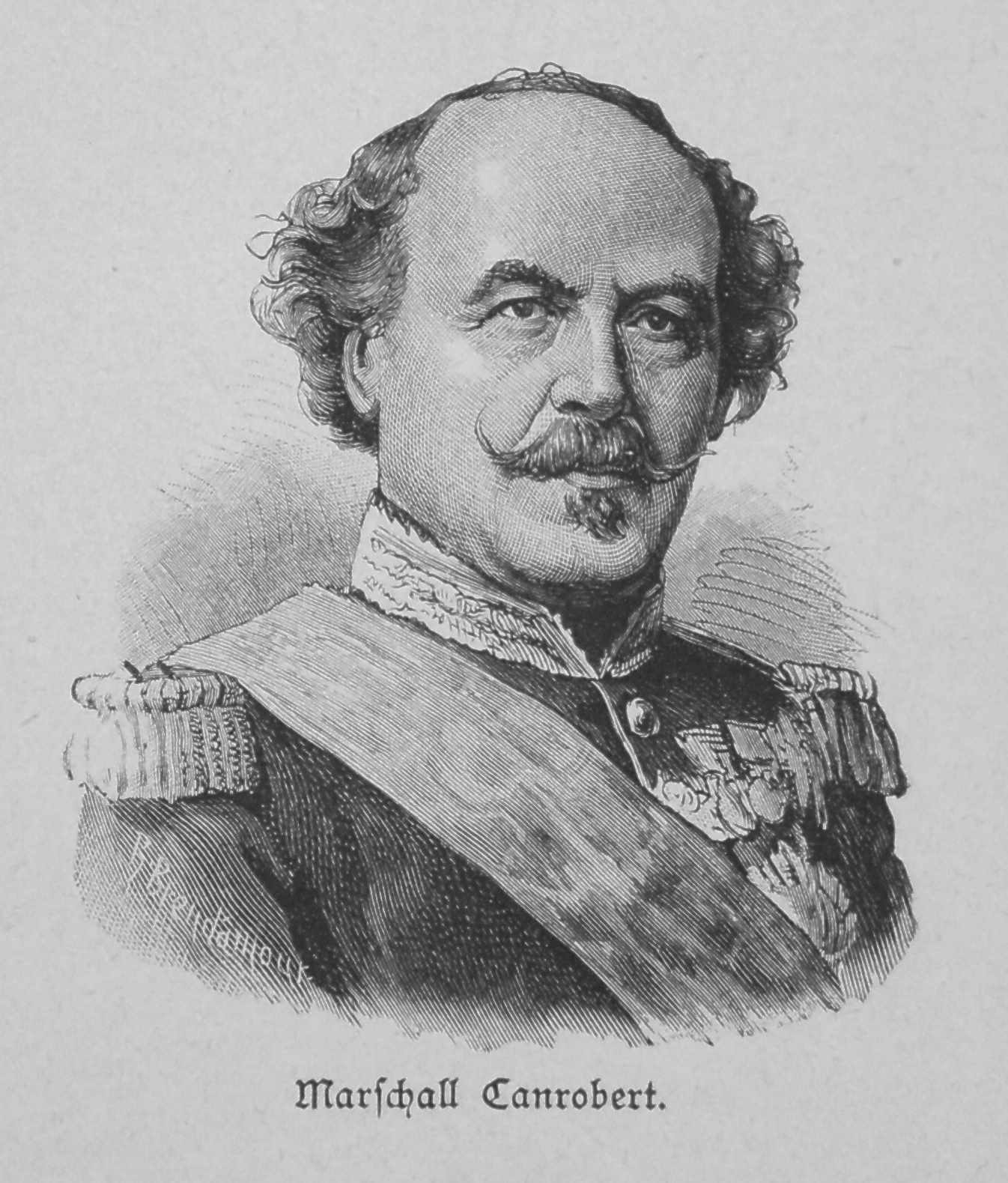
Marschall François de Canrobert

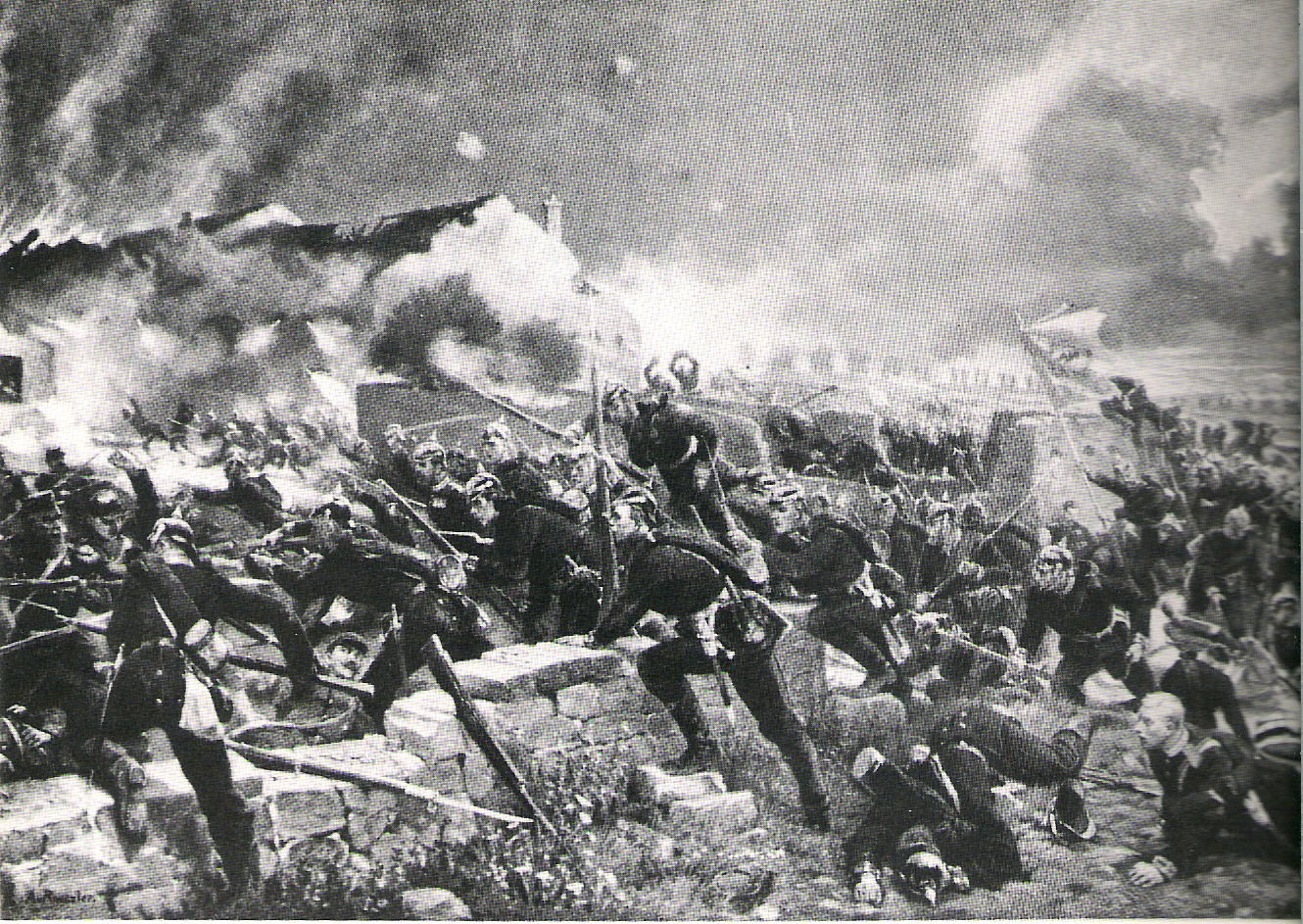
Angriff des Gardekorps auf Saint Privat

Ab 12 Uhr erfolgte von den deutschen Truppen ein weit nördlich ausholender Marsch zur Umfassung des französischen VI. Korps. Als erstes erschien das preußische Gardekorps nach 14 Uhr auf dem Schlachtfeld westlich von Saint-Ail. Sogleich wurde gegen den noch unbesetzten Ort vorgegangen. Das 4. Linienregiment der Franzosen, im Sturmschritt sich dem Ort nähernd, um ihn seinerseits zu besetzen, wurde zurückgeworfen. Saint-Ail wurde von den Preußen genommen, sie wendeten sich sogleich nach Norden, um Sainte-Marie-aux-Chênes zu nehmen. Dort erwarteten das 12. und 94. Linienregiment der Franzosen die angreifenden Preußen. Nun erschienen die Truppen des XII. (sächsische) Korps nordwestlich des Ortes, an deren Spitze die 47. Infanteriebrigade. In einer umfassenden Bewegung, die Sachsen von Westen und Norden, die Garden von Süden und Osten, wurde der Ort im ersten Ansturm genommen.
In der Folgezeit ruhten die Kampfhandlungen am nördlichen Flügel, bis man sich ab etwa 17:15 Uhr gegen Saint-Privat-la-Montagne wandte.
Die französischen Einheiten des VI. Korps unter Marschall François de Canrobert, namentlich die Divisionen Tixier, Lafont de Villiers und Levassor-Sorval sowie das 9. Linienregiment der Division Bisson, erwarteten die Preußen hier in sehr günstigen Positionen, eine von Westen nach Osten stetig ansteigende Freifläche war von den Preußen nahezu deckungslos zu überqueren.
Als die 4. Garde-Infanterie-Brigade südlich und die 1. Garde-Infanterie-Brigade nördlich der Chaussee Sainte-Marie-aux-Chênes – Saint-Privat-la-Montagne vorgingen, glaubte man auf deutscher Seite, die französischen Stellungen durch den zuvor geführten Artilleriebeschuss erschüttert zu haben. Des Weiteren drang vom eigenen XII. Korps die Meldung durch, ab 17 Uhr den Angriff auf dem linken Flügel der Gardetruppen unterstützen zu können.
Die Garden gingen vor. Je näher die Preußen Saint-Privat-la-Montagne kamen, umso größer wurden die Verluste an Offizieren und Mannschaften. Als um 18:30 Uhr jedes weitere Vordringen stockte und die zugesagte Hilfe der Sachsen ausblieb, wurde der Angriff angehalten. Allein in dieser einen Stunde verloren die preußischen Gardetruppen etwas mehr als 5000 Mann – Tote und Verwundete – während sie kaum den gut verschanzten Gegner zu Gesicht bekommen hatten.
Die Preußen zogen jetzt Artillerie nach und beschossen die Stellungen der Franzosen in Saint-Privat-la-Montagne massiv. Als gegen 19:30 Uhr endlich die 45. und 48. Infanteriebrigade der Sachsen nördlich Saint-Privat-la-Montagne standen, um in die Kämpfe eingreifen zu können, nahmen auch die preußischen Garden ihren Angriff wieder auf. Während des Angriffes der sächsischen 45. Brigade (Grenadier-Regimenter Nr. 100 und 101) auf das Dorf Roncourt fielen neben dem Kommandeur, Generalmajor Ernst von Craushaar, auch dessen Schwiegersohn, Hauptmann Eduard von Pape, sowie die Obersten von Helldorf und Erckert im Hagel des französischen Abwehrfeuers.
Die sich in Saint Privat außerordentlich zäh verteidigenden Franzosen, zudem auch hier durch das Chassepotgewehr klar im Vorteil, wurden nunmehr zuerst aus der nordwestlichen Ecke des Dorfes, sodann in die Dorfmitte abgedrängt. Von der Heftigkeit der Kämpfe zu dieser Stunde wurde überliefert, dass die Kirche des Ortes, in der sich etwa 500 verwundete Franzosen aufhielten, in Flammen aufging, lediglich etwa 100 von ihnen konnten sich retten. Das 1. Bataillon des 2. Garderegiments der Preußen wurde am Ende des Tages durch einen Feldwebel kommandiert. Die Preußen, selbst wenig Pardon gebend, hatten um 19:45 Uhr im Verbund mit den Sachsen den Ort vollständig eingenommen.
Marschall Bazaine, nun durch das Zurückweichen seiner rechten Flanke seine gesamte Stellung in Gefahr sehend, räumte das Schlachtfeld und ließ die Armee auf Metz zurückgehen.

## Folgen der Schlacht

Soldat des Hannoverschen Füsilier-Regiments No. 73, gefallen in den Kämpfen um den Bois de Vaux

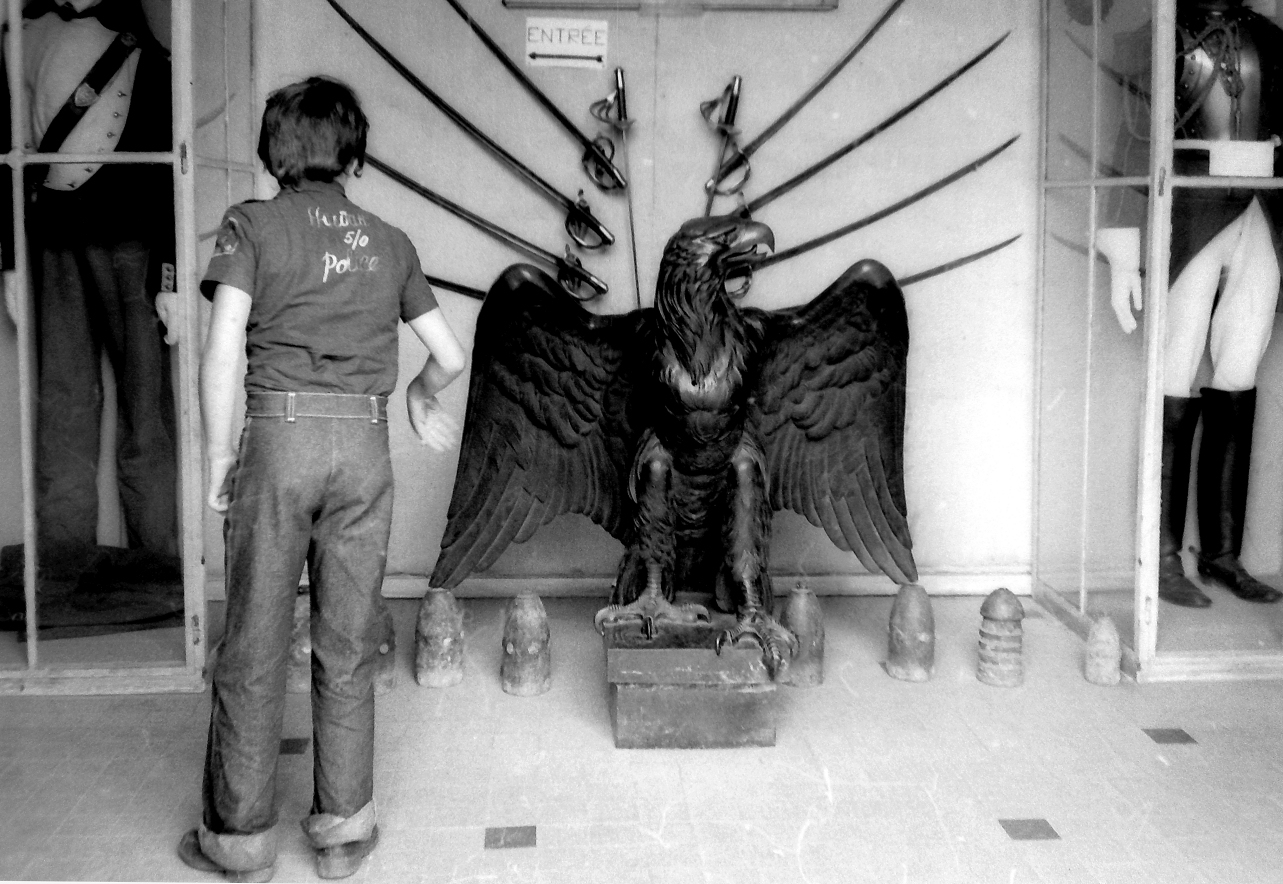
Ausstellungsgegenstände von der Schlacht im Museum von Gravelotte

Beide Armeen büßten 1/8 ihres Bestandes ein. Die Armée du Rhin ging auf Metz zurück. Die Deutschen hatten seit der Völkerschlacht bei Leipzig keinen verlustreicheren Kampf mehr geführt. Dies lag mitunter auch am französischen Einsatz des sogenannten Salvengeschützes Mitrailleuse unter Hauptmann Barbe. Das Schlachtfeld war völlig verwüstet. Durch Beschuss brannte das Dorf St. Privat teilweise ab und die Dorfkirche wurde total zerstört. Die Kronleuchter und alle Fenster waren zertrümmert, der Glockenturm eingestürzt. Das Gotteshaus diente nach der Schlacht als Verbandplatz. Deutsche wie Franzosen lagen blutend nebeneinander. Auf den Stufen des Altars wurden Verwundete verbunden. Nach dem Krieg mussten das Dorf und die Kirche vollkommen neu erbaut werden. In allen Nachbargemeinden wurden hastig Lazarette errichtet, zum Beispiel in Gorze und Sainte-Marie-aux-Chênes. Alle größeren Räumlichkeiten waren von Verwundeten belegt, andere bettete man auf einfache Strohlager in Scheunen und sogar unter freiem Himmel. Anders als in den meisten Schlachten zuvor forderte Gravelotte einen erheblichen preußischen Blutzoll. Besonders auffällig waren die erheblichen Verluste an Offizieren. In den langen Reihen der getöteten Offiziere befanden sich Oberst von Röder, Kommandeur des 1. Garderegiments, Prinz Felix zu Salm-Salm und sein Neffe Prinz Florentin zu Salm-Salm, welche beide im Regiment Königin Augusta dienten. Dazu General von Craushaar und sein Schwiegersohn, die Offiziere Albrecht von Alvensleben, Hugo von Fabeck, Louis von Gersdorff, Albrecht von der Groeben, Heinrich von Helldorff, Carl Herwarth von Bittenfeld, Anton Graf von Keller, Curt von Krosigk, Alfred von Salmuth, Hugo von Tettau, Arthur von Trotha und Arthur von Wedelstaedt.
Mehr oder weniger schwer verwundet wurden die Generäle Graf von Blumenthal, Graf Finck von Finckenstein, Kurt Freiherr von Medem, die Offiziere von Block, von Werder und Leopold von Rauch. Letzterer erlag kurz darauf seinen Verletzungen.
Die Tatsache, dass – wie bei Wörth die Bayern und die Württemberger – bei St. Privat Sachsen und Hessen gemeinsam mit ihren früheren preußischen Feinden kämpften und starben, trug wesentlich zur Versöhnung der einstigen Kriegsgegner und zur Reichsgründung bei.

## Französische Redewendungen
In der französischen Geschichtsschreibung wird die Schlacht bei Gravelotte zwar „Schlacht bei Saint-Privat“ genannt, dennoch existieren die Redewendungen Ça tombe comme à Gravelotte („Das kommt runter wie in Gravelotte“) bzw. Ça pleut comme à Gravelotte („Es regnet wie in Gravelotte.“). Sie werden u. a. verwendet, wenn es sehr heftig und anhaltend regnet, und sind eine Anspielung auf den schweren und dichten Beschuss, dem sich beide Parteien während der Schlacht gegenseitig ausgesetzt sahen.

## Kunst
Zahlreiche Künstler nahmen sich der Thematik an. Emil Hünten malte 1872 „Die hessische Division in der Schlacht von St. Privat“, später das große Panoramabild Sturm auf St. Privat und schließlich ein weiteres 1878 für Otto von Bismarck. Der französische Maler Alphonse de Neuville stellte das letzte Gefecht auf dem Friedhof von Saint-Privat dar. Die französischen Truppen, erkennbar an ihren roten Hosen, liegen in den letzten Zügen gegen die preußische Armee. Das Licht, das durch den Gefechtsrauch im oberen Bildteil dringt, betont die Dramatik des Kampfes. Neuville hebt mit seiner Darstellung hervor, dass auch die Niederlage ehrenvoll sein kann. Mit dem Bild verteidigt er den republikanischen Patriotismus und stärkt das französische Revanchestreben. Das Gemälde, das 1881 im Pariser Salon erstmals ausgestellt wurde, brachte dem Künstler den Offizierstitel der Ehrenlegion ein.

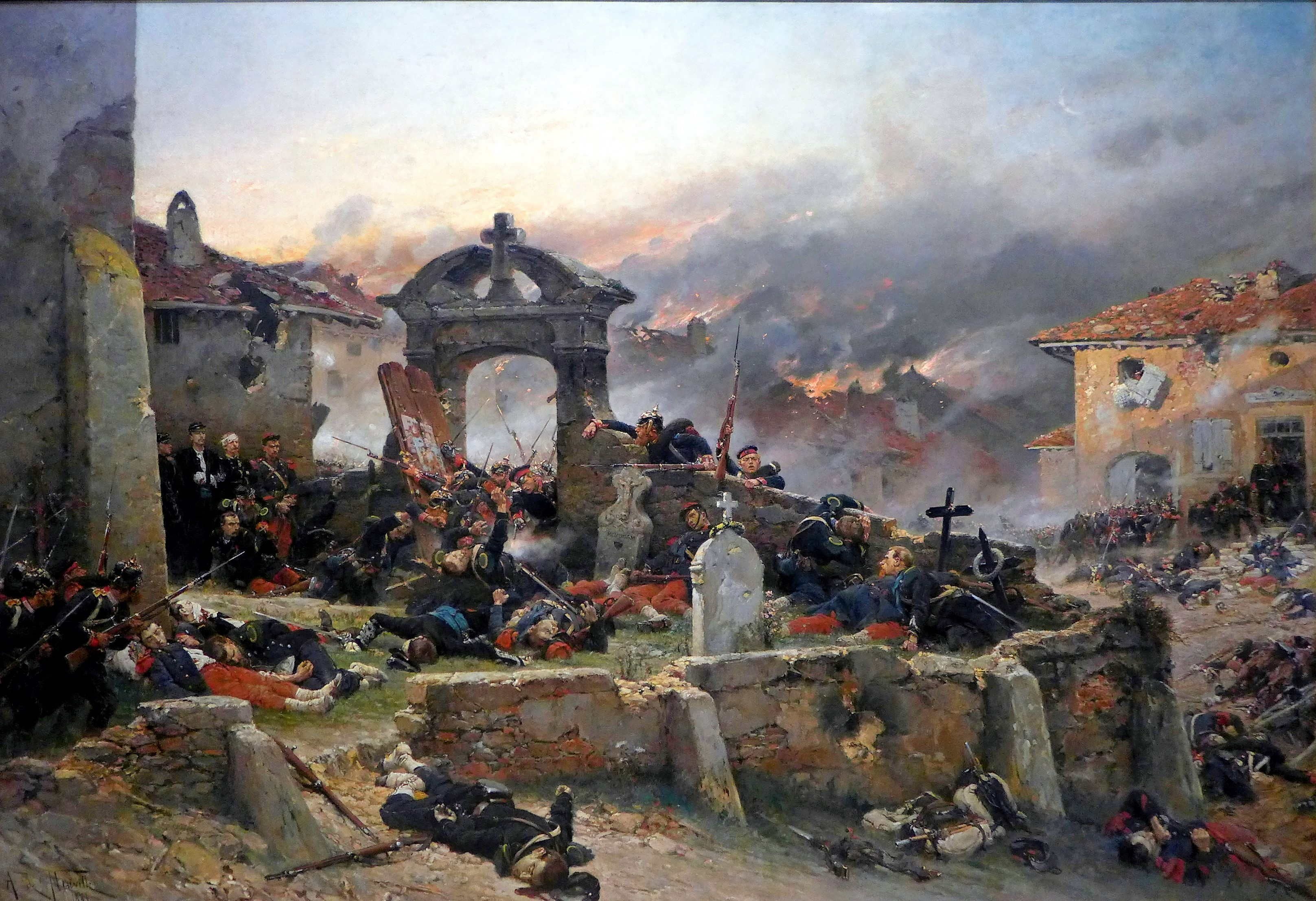
Alphonse de Neuville (Saint-Omer 1835 – Paris 1885), Der Friedhof von Saint-Privat, 1881, Öl auf Leinwand, Musée d’Orsay, Paris
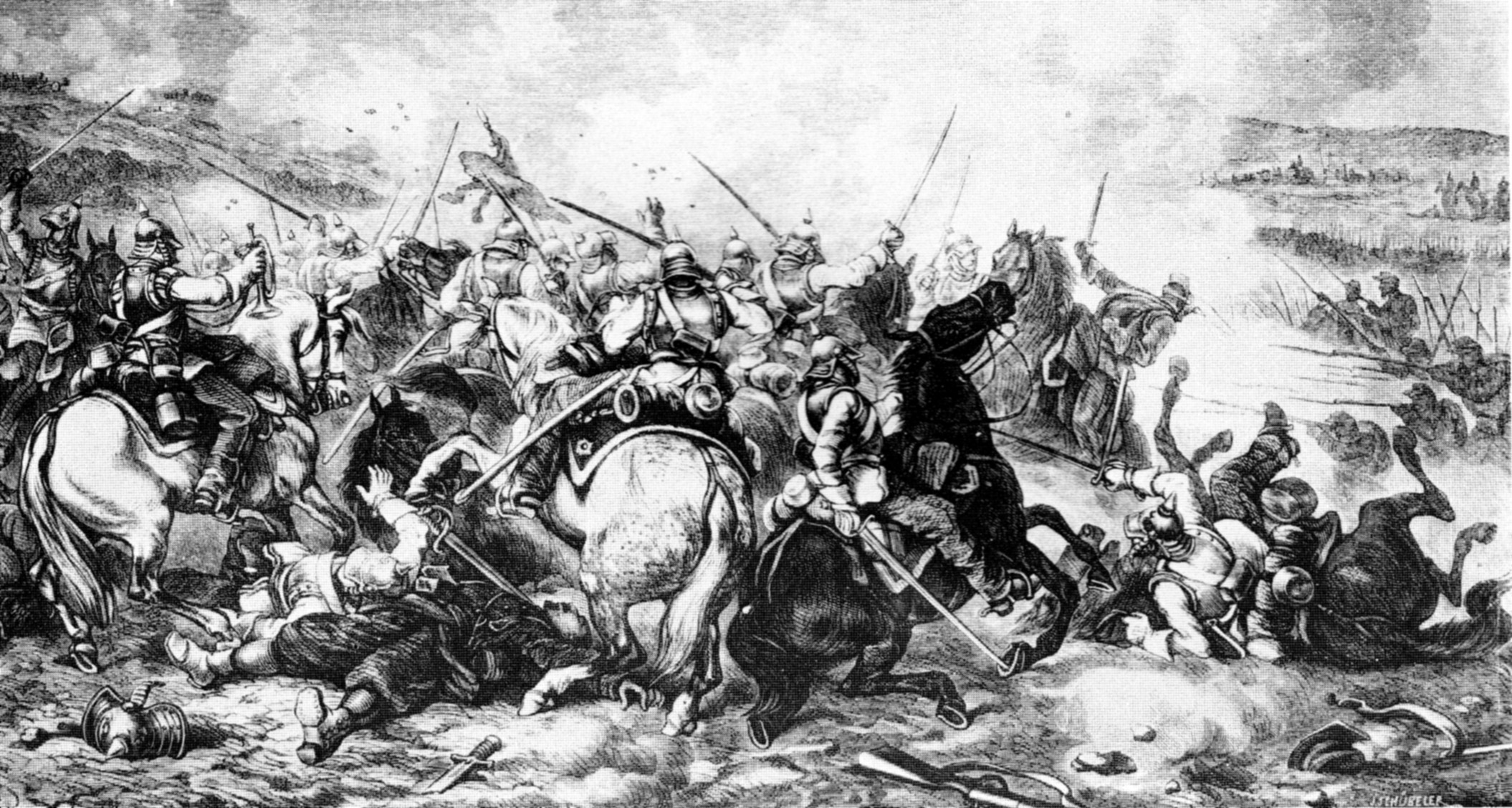
Preußische Kavallerie im Kampf mit französischer Infanterie, Zeichnung von Juliusz Kossak
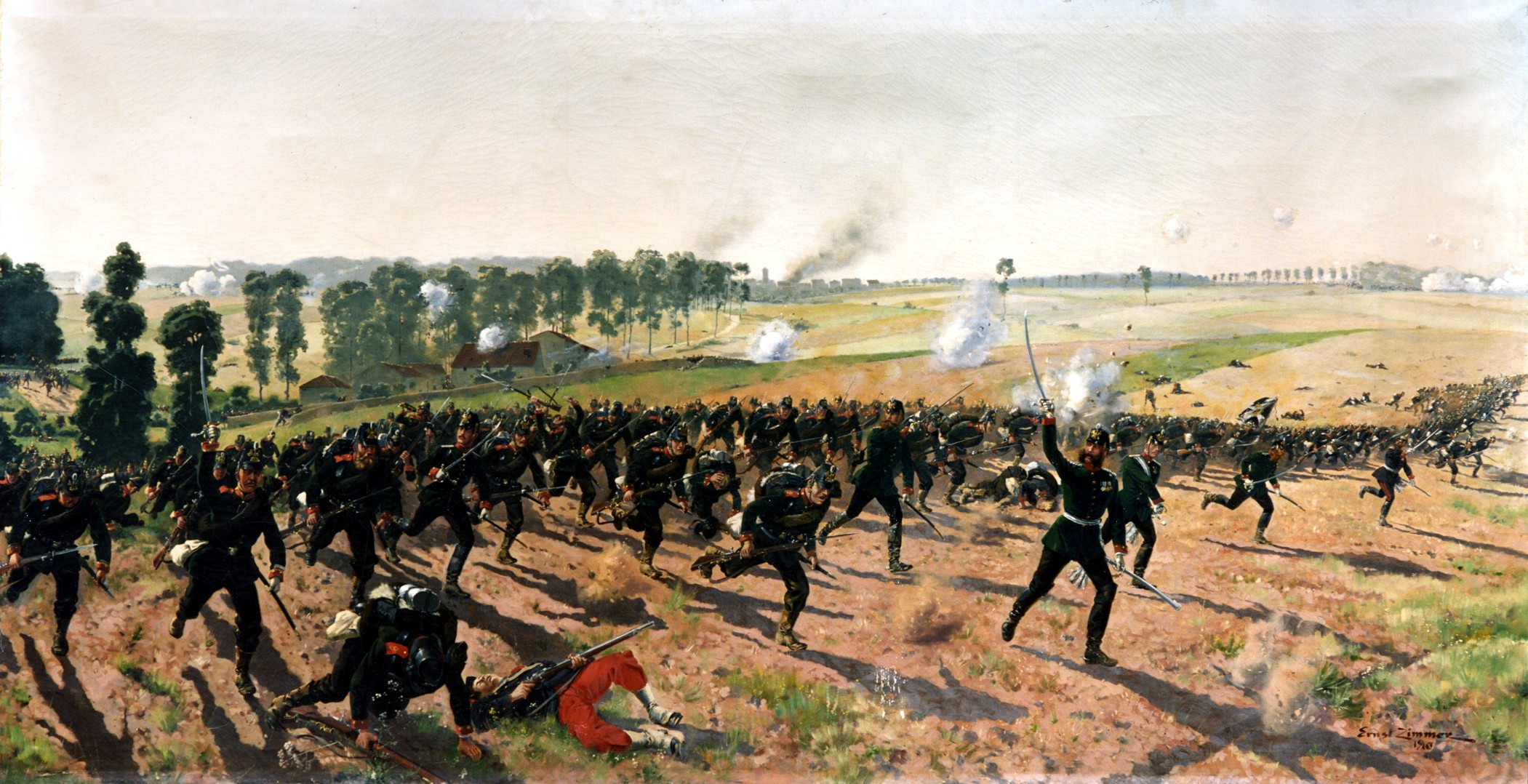
Das Lauenburgische Jäger-Bataillon Nr. 9 bei Gravelotte, Gemälde von Ernst Zimmer
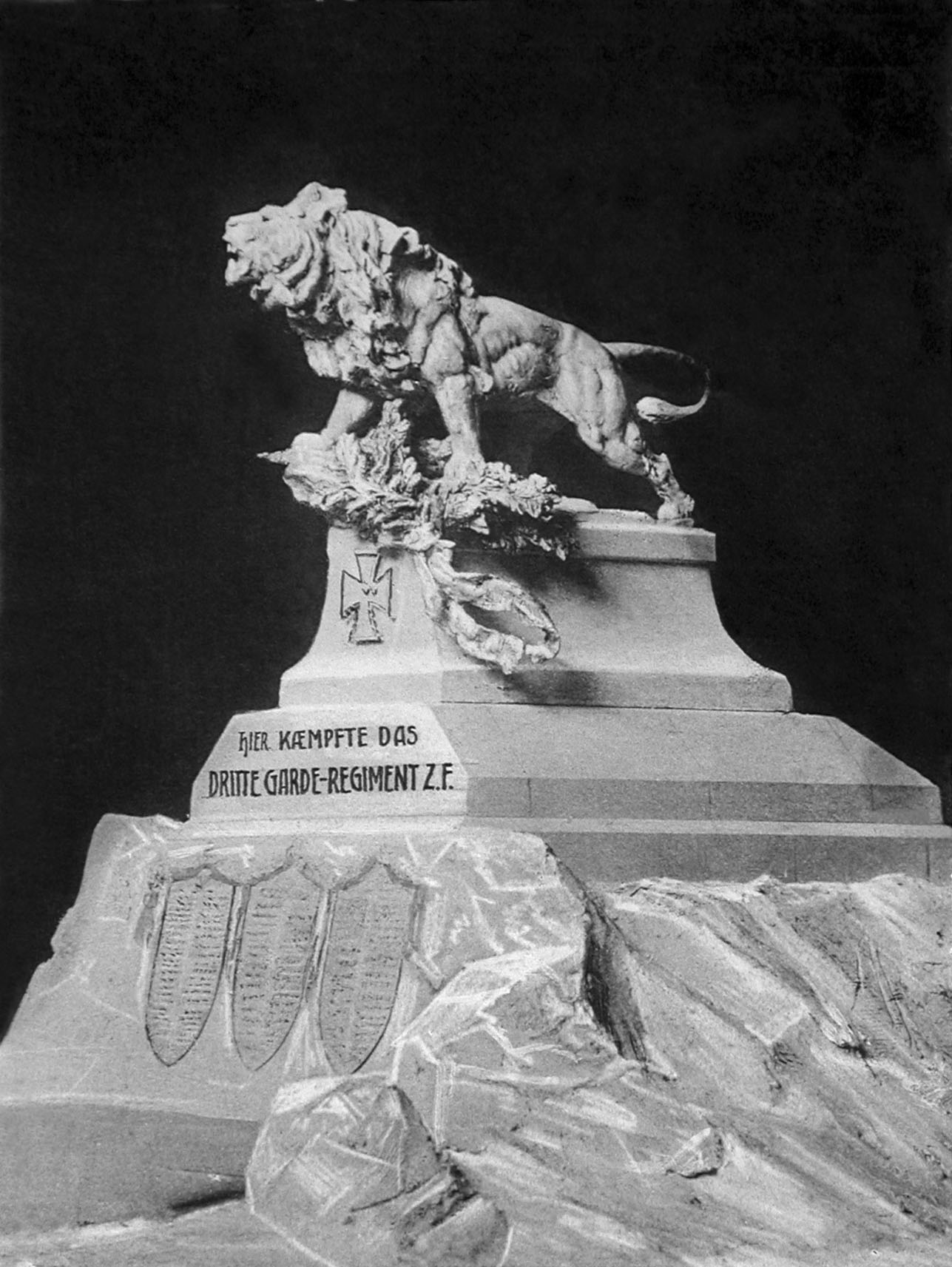
Deutsches Denkmal auf dem Schlachtfeld
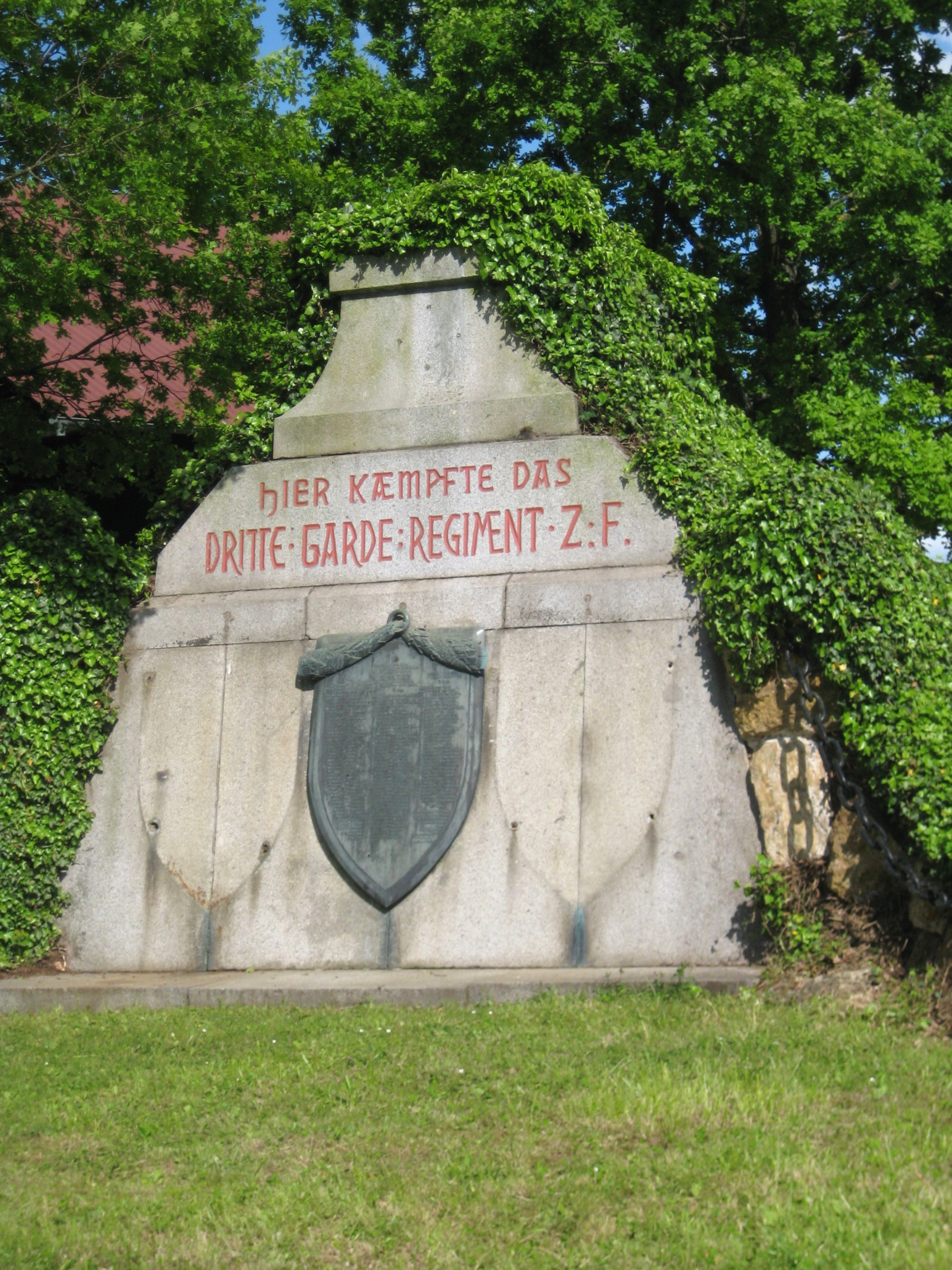
Das Denkmal heute

## Trivia
- König Wilhelm I. beobachtete die Schlacht von einer Anhöhe aus und war durch französischen Beschuss mehrmals in Lebensgefahr. Neben ihm befanden sich Bismarck und Moltke. Nach der Schlacht wartete Wilhelm I. hinter Gravelotte an einer Gartenmauer auf die Siegesmeldung. Der dreiundsiebzigjährige Monarch saß dabei auf einer Leiter, die er an ihrem einen Ende auf einen toten Schimmel gelegt hatte, auf der anderen Seite auf eine alte Dezimalwaage.
- Die Siegesmeldung nach Berlin an Königin Augusta schrieb Bismarck mit Bleistift auf das Taschentuch eines Hauptmanns.
- Nach der Schlacht schlief Wilhelm I. auf einer Krankenbahre in einem kleinen Haus in Rezonville.
- Bismarck verbrachte ebenfalls die Nacht vom 18. auf den 19. August 1870 in einem Bauernhaus in Rezonville und schlief auf dem Fußboden. Bei ihm waren Großherzog Friedrich Franz von Mecklenburg und der amerikanische General Philip Sheridan, welcher im Auftrag der US-Armee die Kämpfe beobachtete.[9]